# Dzieje Hanysa Kocyndra
Dzieje Hanysa Kocyndra – polski komiks wydawany w latach 1920-1921 na łamach "Kocyndra" w Mikołowie.
Cykl miał charakter propagandowy, składał się z dziesięciu odcinków. Siedem z nich było autorstwa Stanisława Ligonia, podpisującego się pseudonimem „Karlik”, a trzy ostatnie Antoniego Romanowicza.  Bohater serii to łobuz, który przechodzi przemianę ze skorego do żartów szelmy w dzielnego żołnierza i polskiego patriotę. Jego przygody są opowieścią o dojrzewaniu młodego człowieka, który odkrywa swoją tożsamość narodową. Komiks ukazywał złożoną sytuację polityczną i kulturową Górnego Śląska w okresie międzywojennym.
Komiks drukowany był w numerach:  4, 5, 7, 11, 13 w 1920 roku i 19, 20, 21, 24 i 26 w 1921 roku.
Zarówno "Dzieje Hanysa…", jak i inne formy komiksowe pojawiające się w „Kocyndrze” w latach 1920–1939 miały mocny wydźwięk antyniemiecki.